# Brdo (gmina Domžale)
Brdo – wieś w Słowenii, w gminie Domžale. W 2018 roku liczyła 99 mieszkańców.